# Medalla del 40.º Aniversario de las Fuerzas Armadas de la URSS

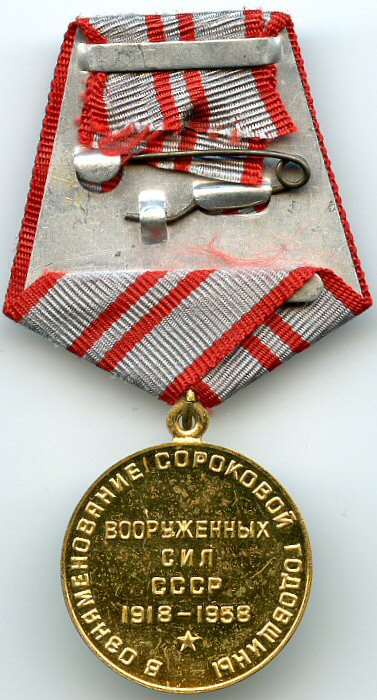
Reverso de la Medalla del 40º aniversario de las Fuerzas Armadas de la URSS

La Medalla del 40.º Aniversario de las Fuerzas Armadas de la URSS (en ruso: 40 лет Вооружённых Сил СССР) es una condecoración conmemorativa soviética, fue establecida por Decreto del Presídium del Sóviet Supremo de la Unión Soviética del 18 de diciembre de 1957 para conmemorar el cuadragésimo aniversario de las Fuerzas Armadas Soviéticas. Su estatuto fue posteriormente enmendado por decreto del Presídium del Sóviet Supremo de la URSS del 18 de julio de 1980.
Al 1 de enero de 1995, aproximadamente 820 080 personas habían recibido la Medalla del 40.º Aniversario de las Fuerzas Armadas de la URSS.

## Reglamento
La Medalla del 40.º Aniversario de las Fuerzas Armadas de la URSS, se otorga a mariscales, generales, almirantes, oficiales, así como a capataces, sargentos, soldados y marineros del servicio a largo plazo, que para el 23 de febrero de 1958 estaban en el personal del ejército soviético, la Armada, las Tropas de Frontera, el Ministerio del Interior (MVD), del Ministerio de Seguridad del Estado (KGB), así como a todos los estudiantes de las instituciones educativas militares.
La medalla conmemorativa es otorgada y entregada en nombre del Presídium del Sóviet Supremo de la URSS por comandantes de unidades militares, formaciones y jefes de instituciones militares.
La lista de personas galardonadas con la medalla conmemorativa se anuncia mediante una orden para la unidad, institución, institución. Se ingresa una nota sobre la concesión de una medalla en los documentos de servicio del destinatario.
Cada medalla venía con un certificado de premio, este certificado se presentaba en forma de un pequeño folleto de cartón de 8 cm por 11 cm con el nombre del premio, los datos del destinatario y un sello oficial y una firma en el interior.
La Medalla del 40.º Aniversario de las Fuerzas Armadas de la URSS se lleva en el lado izquierdo del pecho y, si hay otras órdenes y medallas de la URSS, se coloca después de la Medalla del 30.º Aniversario de las Fuerzas Armadas de la URSS Si se usa en presencia de órdenes o medallas de la Federación de Rusia, estas últimas tienen prioridad.

## Descripción
La medalla está hecha de latón dorado y tiene la forma de un círculo regular con un diámetro de 32 mm con un borde elevado por ambos lados.
En el anverso de la medalla, en el centro, hay una imagen en bajorrelieve de Lenin de perfil, girada a la izquierda sobre una rama de roble que asciende a la mitad de la circunferencia izquierda de la medalla y una rama de laurel a la mitad de la circunferencia derecha de la medalla; en el punto donde se entrelazan las dos ramas, en relieve, el prominente número «40».
En el reverso de la medalla hay una inscripción en relieve - a lo largo de la circunferencia: «В ОЗНАМЕНОВАНИЕ СОРОКОВОЙ ГОДОВЩИНЫ» («EN CONMEMORACIÓN DE LOS CUARENTA AÑOS»), en el centro, la inscripción en relieve en tres filas: «ВООРУЖЕННЫХ СИЛ СССР» («FUERZAS ARMADAS DE LA URSS») y la fecha «1918-1958», debajo de las fechas, una pequeña estrella de cinco puntas en relieve.
La medalla está conectada con un ojal y un anillo a un bloque pentagonal cubierto con una cinta de muaré de seda gris de 24 mm de ancho. En el medio de la cinta hay dos franjas rojas de 2 mm de ancho, a lo largo de los bordes de la cinta también hay franjas rojas de 2 mm de ancho.
El autor del dibujo de la medalla es el artista V.I.Gogolin.